# Tournée di Bob Dylan con Mark Knopfler del 2011
La tournée di Bob Dylan con Mark Knopfler del 2011, parte del Never Ending Tour del cantautore statunitense, ebbe luogo dal 6 ottobre 2011 al 21 novembre 2011. Di norma ogni spettacolo era aperto da Mark Knopfler e dalla sua band, seguiti in un secondo momento da Bob Dylan e dal suo gruppo; Knopfler inoltre duettava con Dylan in alcuni brani di quest'ultimo.

## Formazione
- Mark Knopfler – voce e chitarra
- Richard Bennett – chitarra
- Glenn Worf – basso e contrabbasso
- Guy Fletcher – tastiere e chitarra
- Jim Cox – tastiere
- Michael McGoldrick – flauto e uillean pipes
- John McCusker – fiddle e cittern
- Ian Thomas – batteria

## Concerti
1. 6 ottobre 2011 – The O2, Dublino,  Irlanda (scaletta 1)
2. 8 ottobre 2011 – Braehead Arena, Glasgow,  Regno Unito (scaletta 2)
3. 9 ottobre 2011 – Braehead Arena, Glasgow,  Regno Unito (scaletta 3)
4. 10 ottobre 2011 – MEN Arena, Manchester,  Regno Unito (scaletta 4)
5. 11 ottobre 2011 – Capital FM Arena, Nottingham,  Regno Unito (scaletta 5)
6. 13 ottobre 2011 – Motorpoint Arena, Cardiff,  Regno Unito (scaletta 6)
7. 14 ottobre 2011 – Windsor Hall, Bournemouth International Centre, Bournemouth,  Regno Unito (scaletta 7)
8. 16 ottobre 2011 – Zenith Arena, Lilla,  Francia (scaletta 8)
9. 17 ottobre 2011 – Palais omnisport de Paris Bercy, Parigi,  Francia (scaletta 9)
10. 19 ottobre 2011 – Sportpaleis, Anversa,  Belgio (scaletta 10)
11. 20 ottobre 2011 – Ahoy, Rotterdam,  Paesi Bassi (scaletta 11)
12. 21 ottobre 2011 – Rockhal, Esch-sur-Alzette,  Lussemburgo (scaletta 12)
13. 23 ottobre 2011 – König-Pilsener-Arena, Oberhausen,  Germania (scaletta 13)
14. 25 ottobre 2011 – SAP Arena, Mannheim,  Germania (scaletta 14)
15. 26 ottobre 2011 – Olympiahalle München, Monaco di Baviera,  Germania (scaletta 15)
16. 27 ottobre 2011 – Arena, Lipsia,  Germania (scaletta 16)
17. 29 ottobre 2011  – O2 World, Berlino,  Germania (scaletta 17)
18. 31 ottobre 2011 – O2 World, Amburgo,  Germania (scaletta 18)
19. 2 novembre 2011 – Jyske Bank Boxing, Herning,  Danimarca (scaletta 19)
20. 3 novembre 2011 – Malmö Arena, Malmö,  Svezia (scaletta 20)
21. 4 novembre 2011 – Globe, Stoccolma,  Svezia (scaletta 21)
22. 6 novembre 2011 – TUI Arena, Hannover,  Germania (scaletta 22)
23. 7 novembre 2011 – Arena Nürnberger, Norimberga,  Germania (scaletta 23)
24. 8 novembre 2011 – Olympiahalle, Innsbruck,  Austria (scaletta 24)
25. 9 novembre 2011 – PalaFabris, Padova,  Italia (scaletta 25)
26. 11 novembre 2011 – Nelson Mandela Forum, Firenze,  Italia (scaletta 26)
27. 12 novembre 2011 – Palalottomatica, Roma,  Italia (scaletta 27)
28. 14 novembre 2011 – Mediolanum Forum, Milano,  Italia (scaletta 28)
29. 15 novembre 2011 – Arena, Ginevra,  Svizzera (scaletta 29)
30. 16 novembre 2011 – Hallenstadion, Zurigo,  Svizzera (scaletta 30)
31. 19 novembre 2011 – HMV Hammersmith Apollo, Londra,  Regno Unito (scaletta 31)
32. 20 novembre 2011 – HMV Hammersmith Apollo, Londra,  Regno Unito (scaletta 32)
33. 21 novembre 2011 – HMV Hammersmith Apollo, Londra,  Regno Unito (scaletta 33)

## Scalette
- Scaletta 1 – Why Aye Man, Cleaning My Gun, Corned Beef City, Sailing to Philadelphia, Hill Farmer's Blues, Privateering, Song for Sonny Liston, Done with Bonaparte, Marbletown, Speedway at Nazareth
- Scaletta 2 – What It Is, Cleaning My Gun, Corned Beef City, Sailing to Philadelphia, Hill Farmer's Blues, Privateering, Song for Sonny Liston, A Night in Summer Long Ago, Marbletown, Brothers in Arms, So Far Away
- Scaletta 3 – What It Is, Cleaning My Gun, Corned Beef City, Sailing to Philadelphia, Hill Farmer's Blues, Privateering, Song for Sonny Liston, Haul Away, Marbletown, Brothers in Arms, So Far Away
- Scaletta 4 – Why Aye Man,  Cleaning My Gun, Sailing to Philadelphia, Hill Farmer's Blues, Song for Sonny Liston, Privateering, Done with Bonaparte, Haul Away, Marbletown, Brothers in Arms, So Far Away
- Scaletta 5 – What It Is, Cleaning My Gun, Sailing to Philadelphia, Hill Farmer's Blues, Privateering, Song for Sonny Liston, Done with Bonaparte, Haul Away, Marbletown, Brothers in Arms, So Far Away
- Scaletta 6 – What It Is, Cleaning My Gun, Sailing to Philadelphia, Hill Farmer's Blues, Privateering, Song for Sonny Liston, Done with Bonaparte, Haul Away, Marbletown, Brothers in Arms, So Far Away
- Scaletta 7 – Why Aye Man, Cleaning My Gun, Sailing to Philadelphia, Hill Farmer's Blues, Privateering, Song for Sonny Liston, Done with Bonaparte, A Night in Summer Long Ago, Marbletown, Brothers in Arms, So Far Away; Knopfler e Dylan: Beyond Here Lies Nothing
- Scaletta 8 – What It Is, Cleaning My Gun, Corned Beef City, Sailing to Philadelphia, Hill Farmer's Blues, Privateering, Song for Sonny Liston, Done with Bonaparte, Marbletown, Speedway at Nazareth, So Far Away
- Scaletta 9 – What It Is, Cleaning My Gun, Sailing to Philadelphia, Hill Farmer's Blues, Privateering, Song for Sonny Liston, Done with Bonaparte, A Night in Summer Long Ago, Marbletown, Speedway at Nazareth, So Far Away
- Scaletta 10 – What It Is, Cleaning My Gun, Sailing to Philadelphia, Hill Farmer's Blues, Privateering, Song for Sonny Liston, Done with Bonaparte, Marbletown, Brothers in Arms, Speedway at Nazareth, So Far Away
- Scaletta 11 – Why Aye Man, Cleaning My Gun, Corned Beef City, Sailing to Philadelphia, Hill Farmer's Blues, Privateering, Song for Sonny Liston, Done with Bonaparte, Marbletown, Speedway at Nazareth, So Far Away
- Scaletta 12 – What It Is, Cleaning My Gun, Sailing to Philadelphia, Hill Farmer's Blues, Privateering, Song for Sonny Liston, Done with Bonaparte, Haul Away, Marbletown, Speedway at Nazareth, So Far Away; Knopfler e Dylan: Its All Over Now, Baby Blue, Things Have Changed
- Scaletta 13 – Why Aye Man, Cleaning My Gun, Sailing to Philadelphia, Hill Farmer's Blues, Privateering, Song for Sonny Liston, A Night in Summer Long Ago, Marbletown, Brothers in Arms, Speedway at Nazareth, So Far Away; Knopfler e Dylan: Leopard-Skin Pill-Box Hat, It Ain't Me Babe, Blind Willie McTell, Things Have Changed
- Scaletta 14 – What It Is, Cleaning My Gun, Sailing to Philadelphia, Hill Farmer's Blues, Privateering, Song for Sonny Liston, Haul Away, Marbletown, Brothers in Arms, Speedway at Nazareth, So Far Away; Knopfler e Dylan: Leopard-Skin Pill-Box Hat, Don't Think Twice, It's All Right, Things Have Changed, Mississippi, John Brown
- Scaletta 15 – Why Aye Man, Cleaning My Gun, Sailing to Philadelphia, Hill Farmer's Blues, Song for Sonny Liston, Privateering, Donegan's Gone,  Marbletown, Brothers in Arms,  Speedway at Nazareth, So Far Away; Knopfler e Dylan: Leopard-Skin Pill-Box Hat, It Ain't Me Babe, Things Have Changed
- Scaletta 16 – What It Is, Cleaning My Gun, Sailing to Philadelphia, Hill Farmer's Blues, Privateering, Song for Sonny Liston, Donegan's Gone, Marbletown, Brothers in Arms, Speedway at Nazareth, So Far Away; Knopfler e Dylan: Leopard-Skin Pill-Box Hat, Girl from the North Country, Things Have Changed, Tangled Up in Blue, The Levee's Gonna Break
- Scaletta 17 – Why Aye Man, Cleaning My Gun, Sailing to Philadelphia, Hill Farmer's Blues, Privateering, Song for Sonny Liston, Haul Away, Marbletown, Brothers in Arms, Speedway at Nazareth, So Far Away; Knopfler e Dylan: Leopard-Skin Pill-Box Hat, It's All Over Now, Baby Blue,  Things Have Changed, Mississippi
- Scaletta 18 – What It Is, Cleaning My Gun, Sailing to Philadelphia, Hill Farmer's Blues, Privateering, Song for Sonny Liston, Haul Away, Marbletown, Brothers in Arms, Speedway at Nazareth, So Far Away; Knopfler e Dylan: Leopard-Skin Pill-Box Hat, Boots of Spanish Leather, Things Have Changed, Man in the Long Black Coat, The Levee Gonna Break
- Scaletta 19 – What It Is, Cleaning My Gun, Sailing to Philadelphia, Hill Farmer's Blues, Privateering, Song for Sonny Liston, A Night in Summer Long Ago, Marbletown, Brothers in Arms, Speedway at Nazareth, So Far Away; Knopfler e Dylan: Leopard-Skin Pill-Box Hat, It Ain't Me Babe, Things Have Changed, Mississippi, The Levee Gonna Break
- Scaletta 20 – What It Is, Cleaning My Gun, Sailing to Philadelphia, Hill Farmer's Blues, Privateering, Song for Sonny Liston, Done with Bonaparte, Marbletown, Brothers in Arms, Speedway at Nazareth, So Far Away; Knopfler e Dylan: Leopard-Skin Pill-Box Hat, Girl of the North Country, Things Have Changed, Tangled Up in Blue
- Scaletta 21 – Why Aye Man, Cleaning My Gun, Sailing to Philadelphia, Hill Farmer's Blues, Privateering, Song for Sonny Liston, Haul Away, Marbletown, Brothers in Arms, Speedway at Nazareth, So Far Away; Knopfler e Dylan: Leopard-Skin Pill-Box Hat, To Ramona, Things Have Changed, Tangled Up in Blue
- Scaletta 22 – Why Aye Man, Cleaning My Gun, Sailing to Philadelphia, Hill Farmer's Blues, Privateering, Song for Sonny Liston, Haul Away, Donegan's Gone, Marbletown, Speedway at Nazareth, So Far Away; Knopfler e Dylan: Leopard-Skin Pill-Box Hat, Don't Think Twice, It's Alright, Things Have Changed, Tangled Up in Blue
- Scaletta 23 – Why Aye Man, Cleaning My Gun, Sailing to Philadelphia, Hill Farmer's Blues, Privateering, Song for Sonny Liston, Haul Away, Marbletown, Brothers in Arms, Speedway at Nazareth, So Far Away; Knopfler e Dylan: Leopard-Skin Pill-Box Hat, It's All Over Now, Baby Blue,  Things Have Changed, Mississippi
- Scaletta 24 – What It Is, Cleaning My Gun, Sailing to Philadelphia, Hill Farmer's Blues, Privateering, Song for Sonny Liston, A Night in Summer Long Ago, Marbletown, Brothers in Arms, Speedway at Nazareth, So Far Away; Knopfler e Dylan: Leopard-Skin Pill-Box Hat, Shooting Star, Things Have Changed, Mississippi
- Scaletta 25 – What It Is, Cleaning My Gun, Sailing to Philadelphia, Hill Farmer's Blues, Privateering, Song for Sonny Liston, Done with Bonaparte, Marbletown, Brothers in Arms, Speedway at Nazareth, So Far Away; Knopfler e Dylan: Leopard-Skin Pill-Box Hat, It Ain't Me, Babe, Things Have Changed, Mississippi
- Scaletta 26 – What It Is, Cleaning My Gun, Sailing to Philadelphia, Hill Farmer's Blues, Privateering, Song for Sonny Liston, Done with Bonaparte, Marbletown, Brothers in Arms, Speedway at Nazareth, So Far Away; Knopfler e Dylan: Leopard-Skin Pill-Box Hat, Girl from the North Country, Things Have Changed, Spirit on the Water
- Scaletta 27 – What It Is, Cleaning My Gun, Sailing to Philadelphia, Hill Farmer's Blues, Privateering, Song for Sonny Liston, Haul Away, Marbletown, Brothers in Arms, Speedway at Nazareth, So Far Away; Knopfler e Dylan: Leopard-Skin Pill-Box Hat, Don't Think Twice, It's Alright, Things Have Changed, Spirit on the Water
- Scaletta 28 – What It Is, Cleaning My Gun, Sailing to Philadelphia, Hill Farmer's Blues, Privateering, Song for Sonny Liston, Donegan's Gone,  Marbletown, Brothers in Arms, Speedway at Nazareth, So Far Away; Knopfler e Dylan: Leopard-Skin Pill-Box Hat, It's All Over Now, Baby Blue, Things Have Changed
- Scaletta 29 – What It Is, Cleaning My Gun, Sailing to Philadelphia, Hill Farmer's Blues, Privateering, Song for Sonny Liston, Donegan's Gone,  Marbletown, Brothers in Arms, Speedway at Nazareth, So Far Away; Knopfler e Dylan: Leopard-Skin Pill-Box Hat, Don't Think Twice, It's Alright, Things Have Changed, Mississippi
- Scaletta 30 – What It Is, Cleaning My Gun, Sailing to Philadelphia, Hill Farmer's Blues, Privateering, Song for Sonny Liston, Haul Away, Marbletown, Brothers in Arms, Speedway at Nazareth, So Far Away; Knopfler e Dylan: Leopard-Skin Pill-Box Hat, It Ain't Me, Babe, Things Have Changed, Mississippi
- Scaletta 31 – What It Is, Cleaning My Gun, Sailing to Philadelphia, Hill Farmer's Blues, Privateering, Song for Sonny Liston, Haul Away, Marbletown, Brothers in Arms, Speedway at Nazareth, So Far Away; Knopfler e Dylan: Leopard-Skin Pill-Box Hat, Don't Think Twice, It's Alright, Things Have Changed, Mississippi
- Scaletta 32 – What It Is, Cleaning My Gun, Sailing to Philadelphia, Hill Farmer's Blues, Privateering, Song for Sonny Liston, Donegan's Gone, Marbletown, Brothers in Arms, Speedway at Nazareth, So Far Away; Knopfler e Dylan: Leopard-Skin Pill-Box Hat, It's All Over Now, Baby Blue, Things Have Changed, Tryin' to Get to Heaven
- Scaletta 33 – What It Is, Cleaning My Gun, Sailing to Philadelphia, Hill Farmer's Blues, Privateering, Song for Sonny Liston, Haul Away, Marbletown, Brothers in Arms, Speedway at Nazareth, So Far Away; Knopfler e Dylan: Leopard-Skin Pill-Box Hat, It's All Over Now, Baby Blue, Things Have Changed, Forever Young